# Bardomianus, Eucarpus a druhové
Svatí Bardomianus, Eucarpus a druhové byli křesťanští mučedníci.
Dohromady 28 mučedníků byli spolu umučení v Malé Asii a to v období začátků pronásledování křesťanů. Přesný rok a místo není známé. Více informací nejsou k dispozici.
Jejich svátek se slaví 28. září.